# Vancleave
Vancleave é uma região censo-designada localizada no estado americano de Mississippi, no Condado de Jackson.

## Demografia
Segundo o censo americano de 2000, a sua população era de 4910 habitantes.

## Geografia
De acordo com o United States Census Bureau tem uma área de
114,2 km², dos quais 112,4 km² cobertos por terra e 1,8 km² cobertos por água. Vancleave localiza-se a aproximadamente 1 m acima do nível do mar.

## Localidades na vizinhança
O diagrama seguinte representa as localidades num raio de 20 km ao redor de Vancleave.